# Rolando Coimbra
Rolando Coimbra Aguilera (Montero, 25 de febrero de 1960) es un exfutbolista boliviano que se desempeñaba como defensor central.

## Selección nacional
Rolando Coimbra debutó con la Selección Boliviana el 19 de julio de 1983, en un amistoso ante Chile, ese año también fue convocado para disputar la Copa América 1983. Debutó en la competición el 21 de agosto en el empate 1-1 ante Perú en el Estadio Hernando Siles, posteriormente jugó en el empate ante Colombia en el Estadio El Campín (31 de agosto) y el partido de vuelta ante Perú (4 de septiembre).
Posteriormente fue convocado para jugar las Eliminatorias al Mundial 1986, donde la selección no pudo clasificarse.
El año siguiente jugó dos encuentros en la Copa América 1987, disputó su último partido con la selección en esta competición, el 1 de julio frente a la selección de Colombia.
Coimbra jugó un total de 15 encuentros y no convirtió ningún gol.

### Participaciones en la Copa América
| Copa              | Sede          | Resultado    | PJ | G |
| ----------------- | ------------- | ------------ | -- | - |
| Copa América 1983 | Sin sede fija | Primera fase | 3  | 0 |
| Copa América 1987 | Argentina     | Primera fase | 2  | 0 |
| Total             | Total         | Total        | 5  | 0 |

## Clubes
| Club              | País    | Año         |
| ----------------- | ------- | ----------- |
| Guabirá           | Bolivia | 1979 - 1983 |
| Blooming          | Bolivia | 1984 - 1988 |
| Real Santa Cruz   | Bolivia | 1989        |
| Oriente Petrolero | Bolivia | 1990 - 1991 |
| Jorge Wilstermann | Bolivia | 1991        |
| Destroyers        | Bolivia | 1992 - 1993 |
| San José          | Bolivia | 1994        |

## Palmarés

### Títulos nacionales
| Título           | Club              | Año  |
| ---------------- | ----------------- | ---- |
| Primera División | Blooming          | 1984 |
| Primera División | Oriente Petrolero | 1990 |